# A las puertas del cielo
«A las puertas del cielo» (en italiano «Alle porte del sole») es una canción de 1973 interpretada por la cantante italiana Gigliola Cinquetti. 
Cinquetti se presentó con esta canción en el programa de variedades de la RAI Canzonissima de ese año, venciendo y obteniendo el pase para representar a Italia en el Festival de Eurovisión de 1974 celebrado en Reino Unido.
Ese mismo año grabó una versión en inglés. Fue lanzado como sencillo por CBS Records en agosto de 1974, con su versión italiana original en el lado B. El sencillo alcanzó el número seis en Sudáfrica.

## Versión de Al Martino
Fue prontamente versionada en 1974 por el estadounidense Al Martino bajo el título de «To the Door of the Sun». 
A principios de 1975, alcanzó el número 17 en el Billboard Hot 100. Pasó cuatro meses en la lista, igualando la duración de la carrera del mayor éxito de Martino, «I Love You Because» (# 3, 1963). 
«To the Door of the Sun» fue un gran éxito, alcanzando el número siete en las listas de AC de Estados Unidos y Canadá. La canción también entró en las listas de éxitos musicales de Australia. Se convirtió en el mayor éxito de Martino en la década de 1970.

## Posiciones en listas de éxitos

### Gigliola Cinquetti
| Listas semanales (1974-75) | Posición más alta |
| -------------------------- | ----------------- |
| Sudáfrica (Springbok)      | 6                 |

### Al Martino
| Listas semanales (1974-75)                  | Posición más alta |
| ------------------------------------------- | ----------------- |
| Australia (Kent Music Report)               | 13                |
| Canadá RPM Top Singles                      | 44                |
| Canadá RPM Adult Contemporary               | 7                 |
| Estados Unidos Billboard Hot 100            | 17                |
| Estados Unidos Billboard Adult Contemporary | 7                 |
| Estados Unidos Cash Box Top 100             | 21                |

| Listas de fin de año (1975)                 | Posición final |
| ------------------------------------------- | -------------- |
| Australia                                   | 72             |
| Estados Unidos (Joel Whitburn's Pop Annual) | 149            |